# 新泽西轻轨

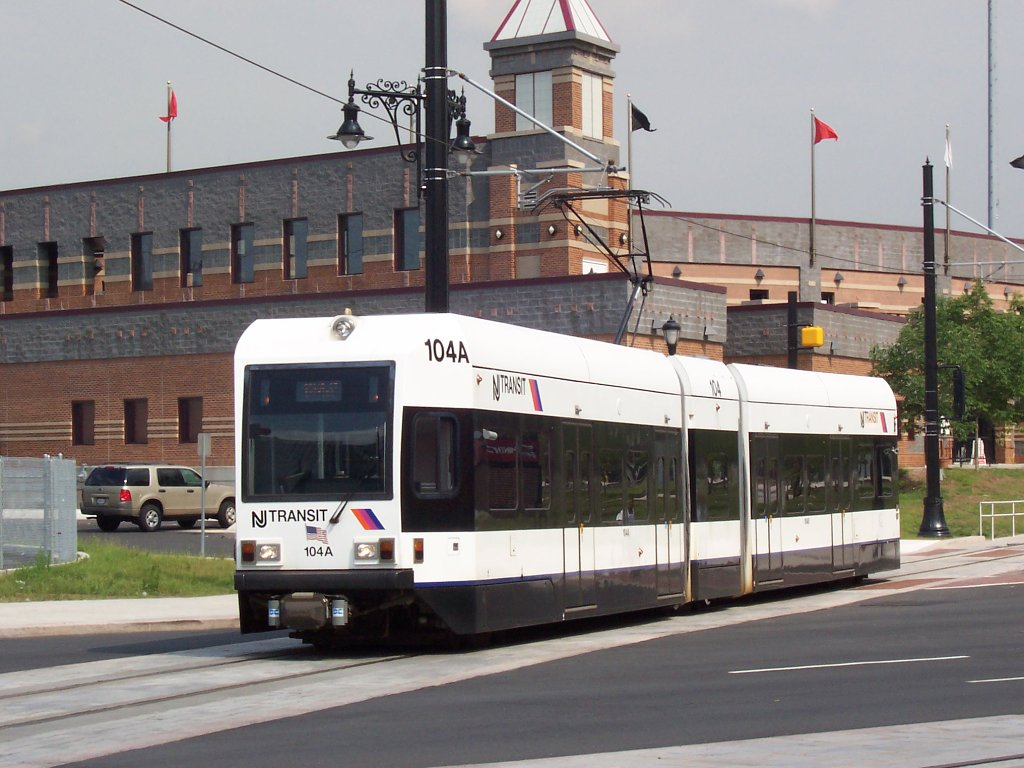
新泽西轻轨

新泽西轻轨（英語：New Jersey Transit Light Rail），是在美国新泽西州由新泽西公共交通公司运营的一个轻轨系统。该系统共有三条线路：
- 哈德遜-博根輕軌鐵路，位於该州哈德遜郡的輕軌鐵路系統；自2000年4月通車開始，行經紐澤西州貝揚、澤西市、霍伯肯、維霍肯、聯合市、與北博根等城鎮。系統全長為33.2公里，共24个车站。[1]
- 纽瓦克轻轨，两段位于该州纽瓦克地区的轻轨：
  - 纽瓦克城市轻轨包括12站，总长 4.3英里（6.9），从纽瓦克宾州车站到北纽瓦克。
  - 宽街延长线有5站，总长1.0英里（1.6），链接纽瓦克宾州车站及纽瓦克宽街车站。[1]
- 河岸轻轨是一条总长 34英里（55） 、含有20个车站的轻轨，沿特拉华河从该州特伦顿到肯頓。[1]